# Parevander
Parevander is een kevergeslacht uit de familie van de boktorren (Cerambycidae). De wetenschappelijke naam van het geslacht werd voor het eerst geldig gepubliceerd in 1912 door Aurivillius.

## Soorten
Parevander omvat de volgende soorten:
- Parevander hovorei Giesbert in Giesbert & Penrose, 1984
- Parevander nietii (Guérin-Méneville, 1844)
- Parevander nobilis (Bates, 1872)
- Parevander unicolor (Bates, 1880)
- Parevander xanthomelas (Guérin-Méneville, 1844)